# Trò đời
Trò đời là một bộ phim truyền hình được thực hiện bởi Trung tâm Phim truyền hình Việt Nam, Đài Truyền hình Việt Nam cùng Hãng phim Hội Điện ảnh Việt Nam do Phạm Nhuệ Giang làm đạo diễn. Phim được chuyển thể dựa trên các tác phẩm của nhà văn Vũ Trọng Phụng bao gồm "Số đỏ", "Cơm thầy cơm cô" và "Kỹ nghệ lấy Tây". Phim phát sóng vào lúc 20h30 thứ 5, 6 hàng tuần, bắt đầu từ ngày 9 tháng 8 năm 2013 và kết thúc vào ngày 5 tháng 12 năm 2013 trên kênh VTV1.

## Nội dung
Trò đời tái hiện lại chân thật bức tranh Việt Nam trước những năm 1945, khi con người dần bị lu mờ bởi những ánh sáng đô thị của phương Tây, khiến cho xã hội trở nên tha hóa...

## Diễn viên
- Bảo Thanh trong vai Đũi[7]
- Việt Bắc trong vai Xuân "tóc đỏ"[7]
- NSƯT Minh Hằng trong vai Kiểm[7]
- Thiện Tùng trong vai Phan Vũ[7]
- Mai Chi trong vai Tuyết[7]
- Chiến Thắng trong vai Văn Minh[8]
- Phú Đôn trong vai Phó Lý
- Tô Dũng trong vai Lực
- Thúy An trong vai Vỹ Cầm
- Hồng Chương trong vai Cụ cố Hồng
- Hoàng Yến trong vai Hoàng Hôn
- Thanh Dương trong vai Ông Phán Dây Thép
- Minh Phương trong vai Bà cố Hồng
- NSƯT Quốc Anh trong vai Ông cố Hồng
- Quang Thắng trong vai Ông Typn
- Hồng Lê trong vai Cúc
- Lâm Tùng trong vai Kép Đàn

Cùng một số diễn viên khác....

## Sản xuất
Kịch bản phim được chắp bút bởi biên kịch Trịnh Thanh Nhã, dựa trên nội dung của các tác phẩm của Vũ Trọng Phụng gồm "Số đỏ", "Cơm thầy cơm cô" và "Kỹ nghệ lấy Tây". Đây cũng là một trong những dự án hiếm hoi của VFC hợp tác với các đơn vị làm phim khác và là bộ phim đầu tiên lấy ý tưởng từ tác phẩm văn học hiện thực những năm 1930–1945 của đơn vị sản xuất.
Quá trình thực hiện bộ phim diễn ra trong gần một năm, với hơn 200 bộ quần áo được thiết kế riêng cho các nhân vật và nhiều bối cảnh nhà cổ khác nhau. Chiến Thắng từng cho biết để vào vai, ông đã phải giảm 5 đến 6 kg chỉ trong vòng nửa tháng. Trước khi nhận vai Kiểm trong phim, Minh Hằng cũng đã suýt từ chối vai diễn vì có nhiều cảnh "nóng" của nhân vật.

## Đón nhận
Là tác phẩm kỷ niệm 100 năm ngày sinh của cố nhà văn Vũ Trọng Phụng, tại thời điểm công bố kế hoạch sản xuất, Trò đời được kỳ vọng sẽ là điểm nhấn của phim truyền hình Việt năm 2013. Phim đã gây "sốt" suốt thời phát sóng và giúp sự nghiệp của diễn viên chính Bảo Thanh được chú ý. Trò đời sau đó được đưa vào danh sách những bộ phim Việt ấn tượng nhất trong năm.

## Giải thưởng
| Năm  | Giải thưởng  | Hạng mục                  | (Người) đề cử | Kết quả | Tham khảo |
| ---- | ------------ | ------------------------- | ------------- | ------- | --------- |
| 2014 | Ấn tượng VTV | Phim truyền hình ấn tượng | —             | Đề cử   | [ 18 ]    |